# 阿尔伯特·布鲁尔
阿尔伯特·布鲁尔（英語：Albert Preston Brewer，1928年10月26日—2017年1月2日），是一名美国政治家，曾在1968年5月7日至1971年1月18日期间，担任美国阿拉巴马州州长。

## 政治生涯
布鲁尔出生于田纳西州贝塞尔斯普林斯。就读于阿拉巴马大学，期间是ΔΣΦ兄弟会的成员。1952年，他从阿拉巴马大学法学院毕业，之后从事法律事务。1954年至1966年，他三次代表摩根郡出任阿拉巴马州众议院议员，任内提议提高教育、重新调整州内司法、修建高速公路系统、着重经济发展等。1962年至1966年期间，43岁的阿尔伯特·布鲁尔担任阿拉巴马州众议院议长，并成为当时州历史中最年轻的议长，并获得当时州长乔治·华莱士的大力支持。
尽管被视为华莱士的心腹，布鲁尔仍然在州内获得大量自主权。1966年，华莱士无法连任州长席位情况下，布鲁尔一度想竞选州长席位，但最终放弃；因为华莱士举荐其妻雷利恩·华莱士竞选，布鲁尔在此情况下竞选并没有胜算。因此他决定竞选副州长席位，并在华莱士的盟军支持下，以四比一的选票获选。在雷利恩·华莱士任内，他支持一系列改革，并着手进行教育委员会的工作。1968年期间，他还与阿拉巴马的其他律师到北部数州，帮助前州长乔治·华莱士作为总统独立候选人拉选票。

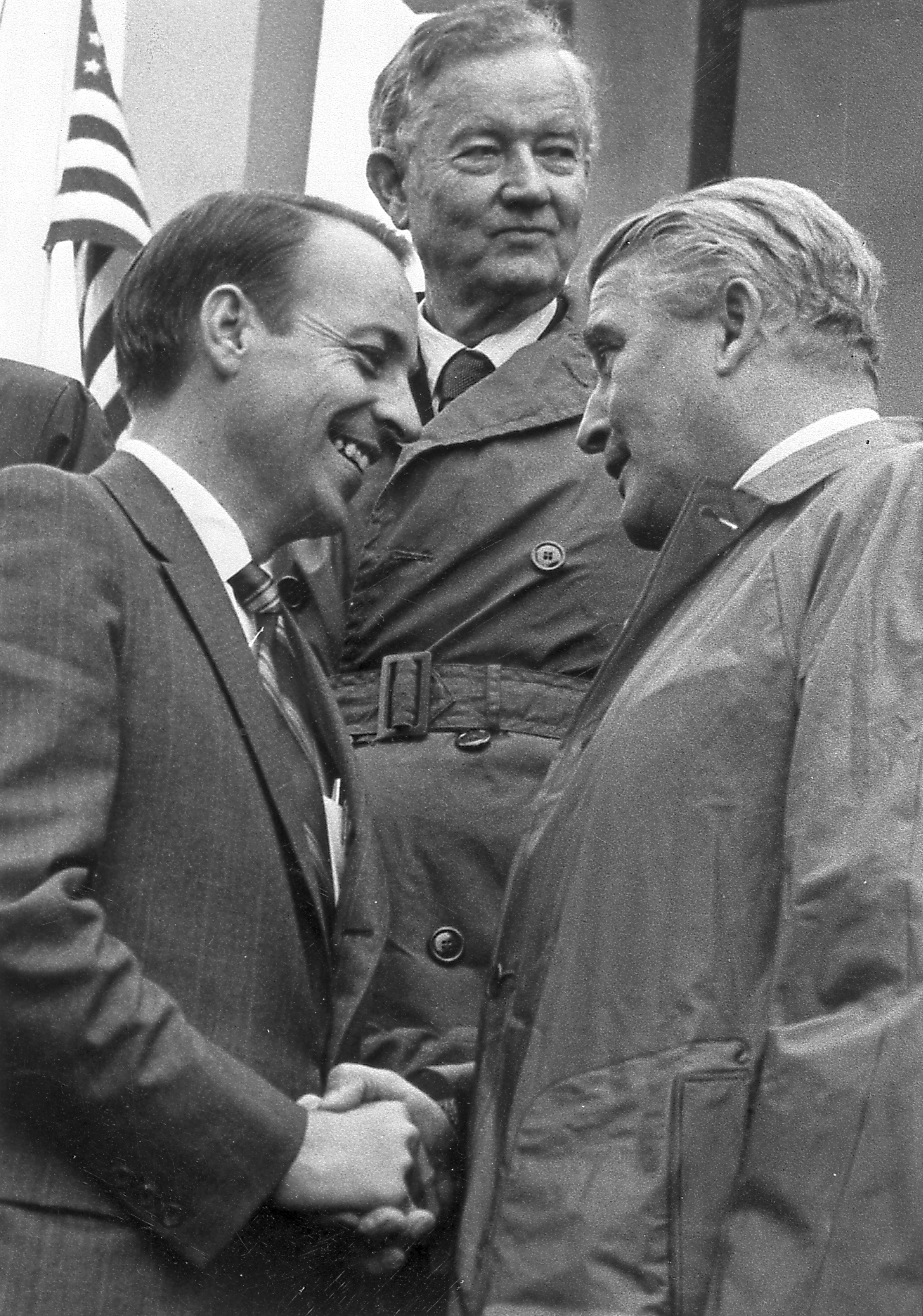
左侧的布鲁尔会见沃纳·冯·布劳恩；阿拉巴马州参议员约翰·J·斯帕克曼居中

由于州长雷利恩·华莱士病情恶化，阿尔伯特·布鲁尔作为副州长一度代行州长职位。1968年5月，雷利恩·华莱士病逝；而布鲁尔成为州长、全权掌管州内事务，并没有征求乔治·华莱士的意见。当时乔治·华莱士正在以美国独立党身份竞选美国总统；因此阿尔伯特·布鲁尔决定直接竞选1970年阿拉巴马州长席位。在他的努力下，他获得了美国总统理查德·尼克松的联盟，后者在1968年美国总统选举中击败乔治·华莱士，并将乔治·华莱士视为1972年美国总统选举竞争对手。
1970年，阿尔伯特·布鲁尔获得州长竞选胜利，并开始一系列改革。尽管他在早期政治生涯中被视为是一名保守派种族主义者。但是他拒绝表达种族主义言论，并争取到了一些新注册的黑人选民。他谋求建立一个更自由化的阿拉巴马州，其中包括黑人、受教育的白人中产阶层以及白人工人阶层的联合。他建立了阿拉巴马高等教育委员会，谋求修改1901年阿拉巴马州宪法，恢复此前被剥夺黑人与贫穷白人的教育权。
但是在后续的州长竞选中，乔治·华莱士仍然获得州长席位 Wallace narrowly won the Democratic runoff。1978年他曾经再次竞选州长席位，但是由于水门事件暴露出尼克松曾秘密给予布鲁尔40万美元资金；阿拉巴马选民还是将民主党竞选人席位给予了福布·詹姆斯。

## 晚年
在从事法律事务数年后，他担任桑福德大学的康伯兰法学院的法律与政府学杰出教授。他在学校教授《职业责任》（Professional Responsibility）课程，并在2000年后，致力于阿拉巴马公民宪法改革。2007年退休。2017年1月2日，他死于阿拉巴马州杰弗逊县伯明翰的UAB医院，享年88岁

## 荣誉
阿尔伯特·P·布鲁尔高中位于摩根县东部，以他命名，学校在1972年建校。该校的爱国吉祥物名称叫普勒斯顿（Preston），是州长阿尔伯特·布鲁尔的中间名。